# NGC 1566
NGC 1566 والمعروفة أحيانا باسم الراقصة الاسبانية. هي مجرة حلزونية متوسطة تقع في كوكبة أبو سيف (كوكبة). وهو العضو المهيمن والمشرق في مجموعة أبو سيف كونها من بين ألمع مجرة زايفرت في السماء. اللمعان المطلق هو 3.7 × 1010L☉.

## مستعر اعظم
في 19 يونيو 2010 اكتشف بيرتو مونارد من جنوب أفريقيا حجم 16 مستعر أعظم 13 درجة غرب و 22 درجة جنوب ووسط في الإحداثيات 04 19 58.83 -54 56 38.5.

## وصلات خارجية
- NGC 1566 على موقع ويكي سكاي: DSS2, SDSS, GALEX, IRAS, Hydrogen α, X-Ray, Astrophoto, Sky Map, Articles and images

- Video 01:18